# Kariuomenės stadionas
Kariuomenės stadionas (stadion wojskowy) – wielofunkcyjny stadion w Kownie (w dzielnicy Poniemuń), na Litwie. Został otwarty w 1927 roku. Obiekt może pomieścić 2000 widzów.
Stadion wojskowy w Kownie został wybudowany w latach 1926–1927 w pobliżu koszar i szkoły wojskowej. W latach 30. XX wieku na obiekcie często występowała piłkarska reprezentacja Litwy, która oprócz spotkań towarzyskich i meczów w ramach Pucharu Bałtyku rozegrała na nim także jeden mecz el. do MŚ 1934, 29 czerwca 1933 roku przeciwko Szwecji (0:2).